# Konwój Tarigo
Bitwa z konwojem Tarigo – starcie morskie podczas II wojny światowej pomiędzy okrętami brytyjskimi a konwojem włosko-niemieckim, 16 kwietnia 1941 roku, koło Wysp Karkanna u wybrzeży Tunezji na Morzu Śródziemnym. Konwój ten określa się nieoficjalną nazwą Tarigo od okrętu flagowego jego eskorty „Luca Tarigo”; starcie znane jest także jako bitwa pod Safakisem.

## Podłoże
Morze Śródziemne było podczas II wojny światowej areną wielu walk w osłonie konwojów. Państwa alianckie przede wszystkim organizowały konwoje z zaopatrzeniem w celu utrzymania ważnej bazy morskiej na Malcie, położonej prawie na środku Morza Śródziemnego, natomiast państwa Osi organizowały liczne konwoje dowożące zaopatrzenie z Włoch wojskom walczącym w Afryce Północnej. 
8 kwietnia 1941 roku Brytyjczycy utworzyli na Malcie Zespół K (Force K) komandora Philipa Macka, mający działać przeciw żegludze pomiędzy Włochami a Afryką. W jego skład weszły 4 duże niszczyciele: HMS „Jervis” i „Janus” (typu J) oraz „Nubian” i „Mohawk” (typu Tribal). Okrętem flagowym był „Jervis”.
13 kwietnia 1941 roku z Neapolu wyszedł konwój Osi do Tunezji, składający się z 5 statków: niemieckich „Adana” (4205 BRT), „Arta” (2452 BRT), „Aegina” (2447 BRT), „Iserlohn” (3704 BRT) przewożących żołnierzy i włoskiego „Sabaudia” (1590 BRT) transportującego amunicję. Statki eskortowane były przez trzy niszczyciele: duży „Luca Tarigo” (okręt flagowy, komandor porucznik Pietro de Cristofaro) i dwa mniejsze „Lampo” i „Baleno”. 
Brytyjczycy uzyskali informacje o wyjściu konwoju z wywiadu radiowego, następnie konwój został po południu 15 kwietnia 1941 odkryty przez samolot rozpoznawczy Martin Maryland, po czym wysłano w morze zespół K. Samolot rozpoznawczy został dostrzeżony przez Włochów i zażądali oni wsparcia lotniczego, które jednak nie zostało udzielone (tylko jeden samolot SM.79 wyleciał, lecz zawrócił na skutek złej pogody). 

## Starcie
Brytyjskie okręty przechwyciły konwój po północy 16 kwietnia, koło Wysp Karkanna. O 1:18 brytyjskie okręty na  radarach wykryły obecność i położenie jednostek konwoju, same natomiast pozostały niezauważone. Dalej przybliżając się, o 2:20 Brytyjczycy otworzyli ogień. W następującym wkrótce potem starciu Brytyjczycy stosunkowo łatwo zatopili wszystkie 5 statków oraz niszczyciele „Lampo” i „Baleno”, więcej problemów sprawił im jedynie największy z włoskich niszczycieli „Luca Tarigo".
Na początku starcia „Jervis” i „Janus” celnie ostrzelały niszczyciel „Baleno”, który zaczął tonąć. „Nubian” ostrzelał ostatni transportowiec „Sabaudia”, lecz o 2:23 wykrył przybliżający się niszczyciel „Luca Tarigo”, do którego otworzył ogień z małej odległości, następnie dołączyły się też „Jervis” i „Mohawk”. „Jervis” trafił m.in. w mostek, ciężko raniąc dowódcę Pietro de Cristofaro, któremu wybuch oderwał nogę. Kontynuował on jednak dowodzenie okrętem, aż do śmierci z upływu krwi. Mimo uszkodzeń, ok. 2:30 jeden z oficerów „Tarigo” odpalił salwę torped, z których jedna trafiła „Mohawk” w rejonie dział rufowych, odrywając mu rufę, po czym trafiła go jeszcze następna. 
HMS „Nubian” ciężko uszkodził niszczyciel „Lampo”, który zatonął na płyciźnie. Ciężko uszkodzony „Tarigo” w dalszym ciągu jednak walczył z niszczycielami brytyjskimi. Po ostrzale przez HMS „Janus” między 2:47 a 2:59, Brytyjczycy pozostawili „Tarigo” sądząc, że zatonie i zajęli się innymi celami. Jednakże o 3.11 „Tarigo” jeszcze wypuścił niecelną torpedę w stronę HMS „Jervis”, po czym w następstwie został dobity ogniem z bliska przez HMS „Janus” i zatonął. W międzyczasie, brytyjskie niszczyciele zatopiły wszystkie transportowce.

## Podsumowanie
Państwa osi utraciły w starciu 5 transportowców i 3 niszczyciele, z których „Lampo”, zatopiony na płyciźnie, został po kilku miesiącach podniesiony i skierowany do remontu. Zginęło, według różnych publikacji, 700–1800 żołnierzy i marynarzy, uratowano 1271. Starcie stanowiło dotkliwy cios dla zaopatrywania wojsk osi w Afryce. 
Brytyjczycy odnieśli całkowity sukces, topiąc cały konwój z eskortą i tracąc jedynie 43 marynarzy, lecz musieli opuścić poważnie uszkodzony niszczyciel „Mohawk”, który został następnie dobity ogniem dział przez „Janus”. Jego wrak był jednak 27 kwietnia i 7 maja eksplorowany przez włoskich nurków, którzy, według niektórych autorów, uzyskali cenne dokumenty, wykorzystane w późniejszym ataku sił lekkich – Xª MAS na Aleksandrię. 
Dowódca „Luca Tarigo" i eskorty Pietro de Cristofaro został pośmiertnie odznaczony Złotym Medalem za Męstwo Wojskowe (Medaglia d'oro al Valor Militare), jego imię miał nosić jeden z nieukończonych niszczycieli typu Commendanti. 

## Zestawienie sił

### Alianci
Zespół K (Force K) – komandor Philip Mack
- niszczyciele:
  - HMS „Jervis” – kmdr Philip Mack  (okręt flagowy)
  - HMS „Janus” – kmdr por. J. A. W. Tothill
  - HMS „Nubian” – kmdr por. R. W. Ravenhill
  - HMS „Mohawk”† – kmdr por. J. W. M. Eaton

### Państwa osi
- Eskorta konwoju – kmdr por. Pietro de Cristofaro - niszczyciele:
  - „Luca Tarigo”† (typu Navigatori) – kmdr por. Piero da Cristofaro  (okręt flagowy)
  - „Lampo”† (typu Folgore) – kmdr ppor. E. Marano
  - „Baleno”† (typu Folgore) – kmdr ppor G. Arnaud
- konwój - transportowce:
  - „Adana”† (4205 BRT)
  - „Arta”† (2452 BRT)
  - „Aegina”† (2447 BRT)
  - „Iserlohn”† (3704 BRT)
  - „Sabaudia”† (1590 BRT)